# Jon-Erik Hexum
 (avril 2016).
Si vous disposez d'ouvrages ou d'articles de référence ou si vous connaissez des sites web de qualité traitant du thème abordé ici, merci de compléter l'article en donnant les références utiles à sa vérifiabilité et en les liant à la section « Notes et références ».
Jon-Erik Hexum est un acteur et un mannequin américain, né le 5 novembre 1957 à Englewood (New Jersey) et mort le 18 octobre 1984 à Century City (Californie).

## Biographie
Ses parents, Gretha et Thorleif Hexum, étaient des immigrés norvégiens.
Ce grand athlète a commencé sa carrière dans de petites séries télévisées à New York. Il décroche ainsi le premier rôle de la série de science-fiction Voyages au bout du temps, et il joue auprès de Joan Collins dans Un mannequin sur mesure (1983). Il partage avec Jennifer O'Neill la vedette de la première saison de la série Espion modèle.
Au moment de sa mort, Jon-Erik Hexum connaissait un succès grandissant en Amérique. Mais le 18 octobre 1984, il s'amusa à jouer à la roulette russe sur le plateau de la série Espion modèle (Cover-up)  à Century City en Californie, armé d'un revolver chargé à blanc. Sous l'impact du contenu de la cartouche à blanc, un fragment d'os s'est encastré dans son cerveau provoquant une hémorragie cérébrale. Il fut déclaré cliniquement mort. Son cœur fut immédiatement transplanté, ainsi que ses reins. Sa mort est parfois, à tort, comparée à celle de Brandon Lee en 1993. Lee fut touché par un véritable projectile resté coincé dans le canon d'une arme chargée à blanc. Et ce n'est pas Lee qui tenait l'arme mais un autre acteur.

## Filmographie
Sauf indication contraire, les informations mentionnées dans cette section peuvent être confirmées par la base de données cinématographiques IMDb,  présente dans la section « Liens externes ».

### Cinéma
- 1982 : Piège mortel (Deathtrap) de Sidney Lumet : Theater audience (non crédité)
- 1982 : A Little Sex de Bruce Paltrow : Game audience (non crédité)
- 1984 : The Bear de Richard C. Sarafian : Pat Trammell

### Télévision

#### Séries télévisées
- 1982-1983 : Voyages au bout du temps (Voyagers!) : Phineas Bogg (20 épisodes)
- 1984 : Hôtel : Prince Erik (saison 1, épisode 14)
- 1984 : Espion modèle (Cover Up) : Mac Harper (7 épisodes)

#### Téléfilms
- 1982 : Les Aventuriers du temps (Voyager from the Unknown) de Winrich Kolbe et James D. Parriott : Phineas Bogg
- 1983 : Un mannequin sur mesure (en) (Making of a Male Model) d'Irving J. Moore : Tyler Burnett